# Guthrie (Oklahoma)

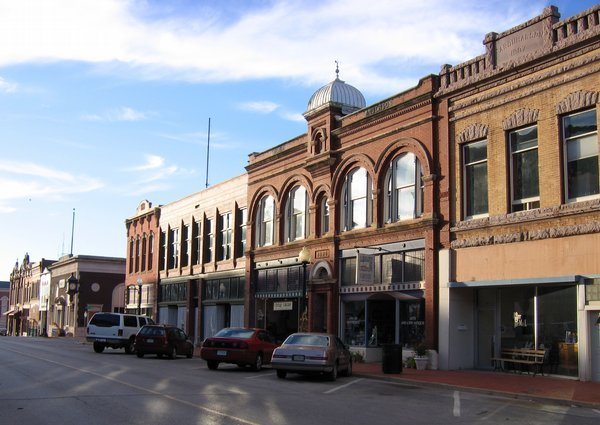
Centrum van Guthrie

Guthrie is een plaats (city) in de Amerikaanse staat Oklahoma, en is de bestuurszetel van Logan County. De stad ligt in het grootstedelijk gebied van Oklahoma City.
Guthrie was de hoofdstad van het Oklahoma Territory en daarna de eerste hoofdstad van de staat Oklahoma. In 1910 werd Oklahoma City de staatshoofdstad, wat ervoor zorgde dat Guthrie sindsdien van weinig economisch belang meer was. Daardoor zijn veel historische gebouwen in de stad bewaard gebleven. Het centrum van Guthrie (Guthrie Historic District) is een National Historic Landmark vanwege het unieke aantal gebouwen in de stijl van de Victoriaanse architectuur.

## Demografie
Bij de volkstelling in 2000 werd het aantal inwoners vastgesteld op 9925. In 2006 is het aantal inwoners door het United States Census Bureau geschat op 10.924, een stijging van 999 (10,1%).

## Geografie
Volgens het United States Census Bureau beslaat de plaats een oppervlakte van 49,8 km², waarvan 48,4 km² land en 1,4 km² water.

## Plaatsen in de nabije omgeving
De onderstaande figuur toont nabijgelegen plaatsen in een straal van 20 km rond Guthrie.